# Claude Bergeaud

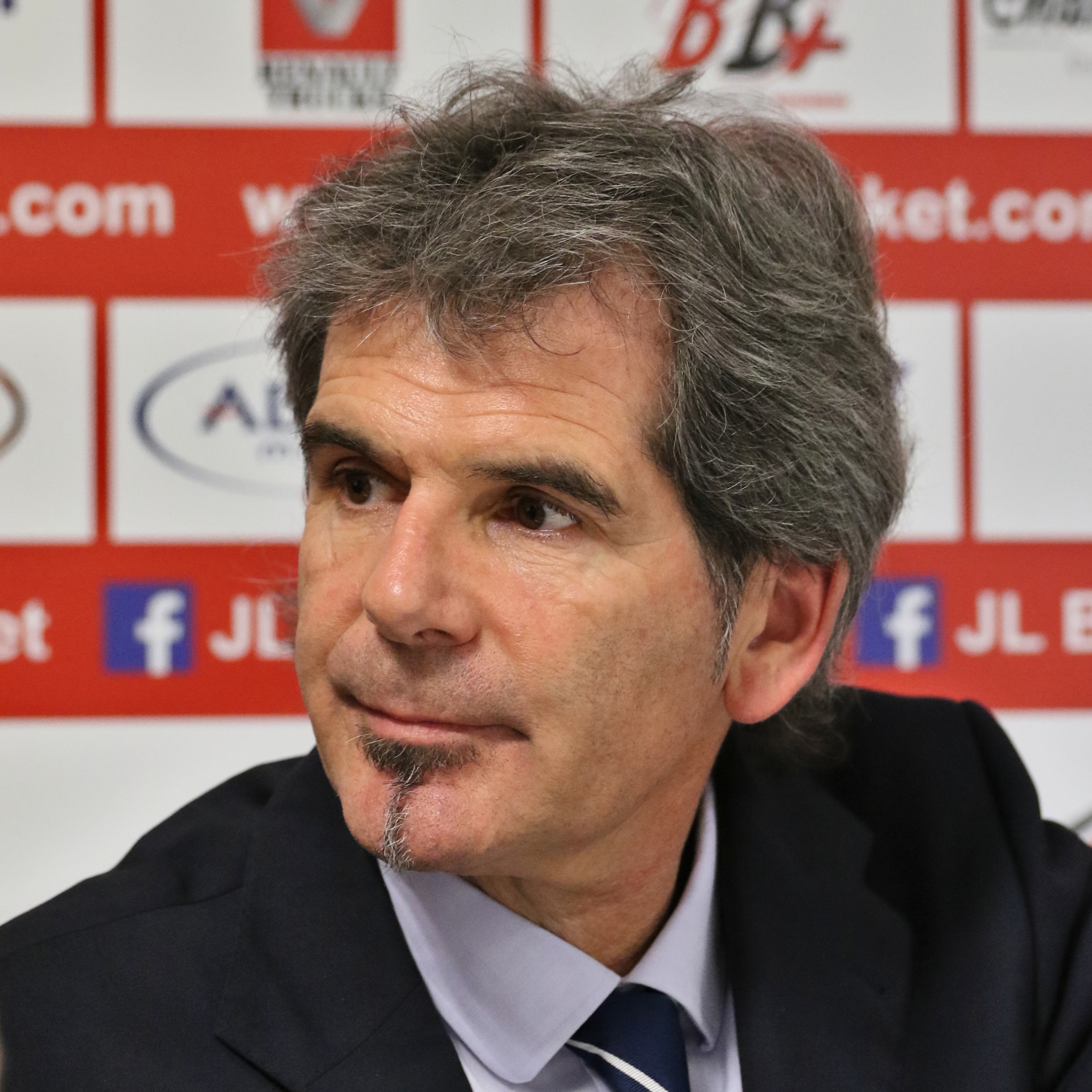
Claude Bergeaud (2015)

Claude Bergeaud (* 30. April 1960 in Artigat) ist ein französischer Basketballtrainer.

## Werdegang
Seine Basketballausbildung erhielt Bergeaud beim Verein Union Olympique de Pamiers Basket im Süden Frankreichs. Dort war er bis 1991 als Spieler und Trainer tätig. Hauptberuflich war er von 1982 bis 1988 Sportlehrer. 1991 wechselte er als Assistenztrainer zum Erstligisten Élan Béarnais Pau-Lacq-Orthez und leitete dort ebenfalls die Nachwuchsarbeit. In der Saison 1997/98 war er als Assistenztrainer am Gewinn der französischen Meisterschaft beteiligt. Anfang Dezember 1998 wurde er bei dem Verein als Nachfolger von Michel Gomez zum Cheftrainer befördert. 1999 und 2001 führte Bergeaud die Mannschaft zum Gewinn der französischen Meisterschaft und 2002 des Pokalwettbewerbs. 1999 wurde er als französischer Trainer des Jahres ausgezeichnet. Im Juni 2002 wechselte Bergeaud ins Amt des Leiters des vereinseigenen Nachwuchsleistungszentrums.
Bergeaud wurde im Dezember 2003 Cheftrainer der französischen Nationalmannschaft. Mit der Auswahl gewann er 2005 die Bronzemedaille bei der Europameisterschaft 2005, bei der EM 2007 wurde er mit Frankreich Achter. 2006 erreichte er mit der Mannschaft bei der Weltmeisterschaft den fünften Platz. Seine Amtszeit als Nationaltrainer ging im Dezember 2007 zu Ende.
In der Saison 2005/06 war er zusätzlich zu seiner Arbeit für den französischen Verband auch Trainer von ASVEL Lyon-Villeurbanne. Bergeaud kehrte 2008 zu Élan Béarnais Pau-Lacq-Orthez zurück und war dort bis 2010 als Generaldirektor tätig. Im Spieljahr 2011/12 war er Trainer des Zweitligisten JSA Bordeaux, mit dem Beginn der Saison 2012/13 trat er erneut das Traineramt bei Élan Béarnais Pau-Lacq-Orthez an, die Mannschaft war zuvor in die zweite Liga abgestiegen. Unter Bergeaud gelang 2013 die Rückkehr in die höchste Liga Frankreichs, er übte das Amt bis Mai 2015 aus. Anfang Januar 2017 verpflichtete der Zweitligist Boulazac Basket Dordogne Bergeaud als Trainer. Er führte die Mannschaft im selben Jahr zum Aufstieg in die erste Liga. Im Mai 2018 wechselte Bergeaud bei Boulazac Basket Dordogne ins Amt des Sportdirektors.